# Liman (geologija)
Liman je vrsta rečnega ustja, najpogostejša in značilna za obale  Črnega in Azovskega morja.
Pojavlja se na obalah, kjer učinek plimovanja ni izrazit, zato tok reke blokirajo sedimenti. Po izvoru je lahko morski - kadar sedimente prinaša morski tok, ali rečni, kadar sedimente prinaša večja reka.
Naziv liman se uporablja predvsem za reliefne oblike na zahodnih in severnih obalah Črnega morja, pa tudi v Azovskem morju. Primeri limana so jezero Varna v Bolgariji, jezero Razelm v Romuniji in ustje Dnestra v Ukrajini. Ruski geografi uporabljajo naziv liman tudi za opisovanju nekaterih reliefnih oblik, ki niso povezane s Črnim morjem – na primer Anadirski liman (rusko Анадырский лимáн) v Čukotki.

## Ime
Beseda liman izvira iz ruske besede лиман, ta pa iz starogrške besede λιμένας (liménas), ki pomeni zaliv ali pristanišče. S širjenjem Osmanskega cesarstva na zahodno in severno obalo Črnega morja so Turki besedo sčasoma razširili v bolgarski, romunski, ukrajinski in ruski jezik.